# Sân bay Ireland West
Sân bay Ireland West (IATA: NOC, ICAO: EIKN; tên giao dịch chính thức: Cảng hàng không Ireland West, Knock; tên cũ: Cảng hàng không quốc tế Horan; tên thông dụng: Sân bay Knock) là một sân bay quốc tế tại thị trấn Charlestown, Hạt Mayo, Ireland, phục vụ chính cho tỉnh Connacht. Sân bay Ireland West nằm cách trung tâm thị trấn Charlestown 5,6 km về hướng Tây Nam và cách làng Knock khoảng 20 km. Trong năm 2023, Sân bay Ireland West đón 818.000 lượt hành khách, là sân bay có lượng khách thông qua nhiều thứ 4 trong các sân bay tại Ireland (sau các sân bay Dublin, Cork và Shannon).

## Các hãng hàng không và điểm đến
Các hãng hàng không sau đây khai thác các chuyến bay theo lịch trình và theo dạng thuê chuyến đến và đi tại Sân bay Ireland West:
| Hãng hàng không  | Các điểm đến |
| ---------------- | --- |
| Aer Lingus       | London–Heathrow |
| Emerald Airlines | Thuê chuyến theo mùa vụ: Groningen (kể từ ngày 7 tháng 6 năm 2025) |
| Ryanair          | Birmingham, East Midlands, Edinburgh, Lanzarote, Liverpool, London–Luton, London–Stansted, Málaga, Manchester, Tenerife Nam Theo mùa vụ: Alicante, Bergamo, Bristol, Köln/Bonn, Faro, Girona, Palma de Mallorca |